# Honda MTX

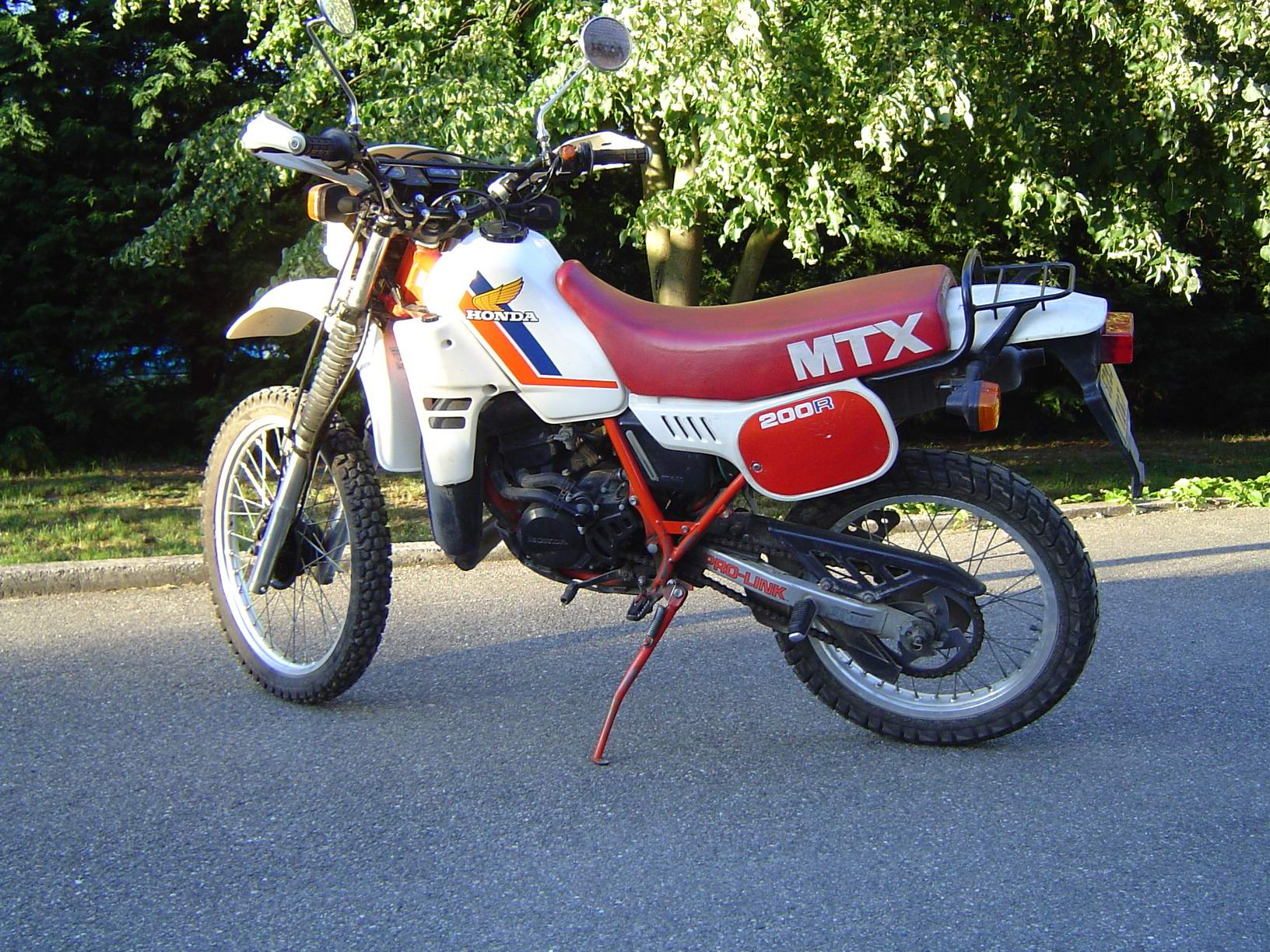
Une Honda MTX 200 R.

La Honda MTX est un trail commercialisé entre 1983 et 1989. 

## Modèles
Cette gamme de moto était déclinée en quatre motorisations : 50, 80, 125 et 200 cm3.
La MTX 50 cm³ a été déclinée en deux versions : le modèle R à 5 vitesses et non importé en France (en raison de l'interdiction des cyclomoteurs à boîte manuelle entre 1980 et 1985), et le modèle A à variateur réservé au marché français, et dont la vitesse maximum est limitée par construction à 45 km/h et 3,5ch.
La MTX 80 cm³ est limitée par construction à la vitesse maximum de 75 km/h pour environ 10 ch, conformément à la législation de l'époque, afin de pouvoir être conduite dès l'âge de 16 ans avec le permis A1 ou AL.
La MTX 125 (japonaise) a été déclinée en 2 version de 1983 à 1986 :
La version JD05 (genre mtte) qui développait 21ch, nécessitait le permis moto car elle dépassait la limitation française fixée à 13ch. 
La version JD07 (genre MTL3) était une JD05 bridée à 13ch pour le marché français et nécessitait seulement le permis 125³.
La MTX-R 125 type TC02 fabriquée en Italie entre 1987 et 1989, est totalement différente du modèle japonais (JD07), elle partage en revanche le moteur de la NS 125 R type TC01.
C'est l'ancêtre de la Honda 125 CRM.
La MTX-R italienne remplace la MTX japonaise dès 1987 et est déclinée en 3 coloris distincts :
La Rallye Sport au couleur HRC d'époque, c'est-à-dire blanc, bleu et rouge de 1987 à 1989.
La NRJ au couleur de la célèbre radio en vogue à l'époque, du moins pour les jeunes de 1987 à 1988.
La Beach Hunter, destinée à remplacer la NRJ, proposait des coloris fun digne des années 1980, à savoir le violet, le rose et le turquoise de 1988 jusqu'à 1989.
Les MTX-R 125 italiennes bridées à 15ch (nouvelle limitation de puissance pour les 125³) étaient équipées par de grandes marques italiennes comme Gilardoni pour le moteur, Dellorto pour la carburation, Marzocchi pour les amortisseurs, et plein d'autres comme Grimeca, Acerbis, Domino, Tommaselli... 
Le nouveau moteur, fabriqué par Gilardoni, est aussi plus pointu et développe 26ch en version libre ce qui lui permet facilement d'atteindre les 120-130 km/h.
La MTX 200 est une base de JD05 mais avec une cylindrée portée à 193 cm3 développant 26ch, mais aussi plus de couple.

## Permis requis en France
La MTX 50 pouvait être conduite sans permis dès 14 ans (aujourd'hui, le BSR ou le permis AM est obligatoire pour les personnes nées après le 1er janvier 1988). 
La MTX 80 pouvait être conduite des 16 ans et la MTX 125 13ch dès 17 ans avec le permis AL (devenu le permis A1). En 2021, les 2 modèles peuvent être conduits dès 16 ans avec permis A1 ou après 2 ans de permis B + formation de 7h.
La MTX 125 21ch et la MTX 200 nécessitent toutes deux d'être titulaire du permis moto (A2 ou A).
is spécifique[Quoi ?] (du moins entre 50 et 125 cm3), à l'aise en ville ainsi que sur des chemins de terre plus ou moins accidentés.

## Équipement
Son cadre en acier est résistant, la machine est équipée de freins à tambour pour les modèles 50 à l'avant tout comme à l'arrière. Cette motocyclette est équipée d'une selle biplace et de l'équipement réglementaire pour rouler sur la route.
Étant donné que seuls le moteur et les freins changent d'une version à une autre, il est facile de retrouver des pièces pour les MTX.

## MTX 50, 125 et 200
MTX 50 Type GF9A (à variateur) est un mono cylindre 2t de 49,9 cm3 refroidi par air et alimenté par un carburateur de 13mm à graissage séparé. Allumage électronique à avance fixe.  
Côté transmission primaire : variateur à galets, correcteur de couple et boîte de réduction pour finir sur une transmission finale à chaîne. À noter : les versions à partir de 1986 possèdent un arbre primaire de boîte réduction renforcé.   
La Honda 125 MTX type JD05 date de 1983. Elle possède un moteur monocylindre 2 temps d'une cylindrée de 125 cm3, un carburateur d'un diamètre 24 mm avec graissage séparé, refroidissement liquide, des freins à tambour, et à disque par la suite à l'avant et une boite de vitesses 6 rapports. 
La MTX 200 possède le même moteur que la 125, mais avec une cylindrée portée à 193 cm3, ce qui lui confère un couple plus important.
La MTX 200 cesse d'être produite en 1986 car elle n'a pas eu le succès commercial attendu : à cause de sa cylindrée inadéquate, elle nécessite le permis moto grosse cylindrée comme le A2, or, les motards, titulaires de ce permis, ne s'intéressent pas forcément à cette puissance proche d'un 125.